# Гварадзе, Бека
Бека Гварадзе (груз. ბექა გვარაძე; род. 11 августа 1997, Тбилиси) — грузинский футболист, полузащитник клуба «Дольни-Кубин».

## Карьера

### «Сабуртало»
Воспитанник грузинского клуба «Сабуртало». Осенью 2013 года стал подтягиваться к играм с основной командой. Дебютировал за клуб 20 ноября 2013 года в матче Эровнули лиги 2 против клуба «Самтредиа», выйдя на замену на 76 минуте и спустя 10 минут отличился забитым дебютным голом. Затем стал чаще появляться на поле, в основном выходя на замену. В сезоне 2014/2015 стал победителем группы А Эровнули лиги 2, тем самым помог клубу получить путёвку в высший дивизион. Дебютировал в Эровнули лиге 13 августа 2015 года в матче против клуба «Спартак-Цхинвали». Первый гол в чемпионате забил 12 декабря 2015 года в матче против кутаисского «Торпедо». В 2018 году стал чемпионом Эровнули лиги. Принимал участие в финале Суперкубка Грузии 24 февраля 2019 года, в котором со счётом 0:1 уступили кутаисскому «Торпедо».

#### Аренда в «Сиони»
В июне 2019 года отправился в аренду в  «Сиони». Дебютировал за клуб 19 июня 2019 года в матче против «Рустави». Дебютным голом отметился также против клуба «Рустави» 2 ноября 2019 года, отметившись дублем. провёл за клуб 20 матчей во всех турнирах, где отметился 3 голами. По окончании аренды покинул клуб.

#### Аренда в «Рустави»
В феврале 2020 года отправился в аренду в «Рустави». Дебютировал за клуб 2 марта 2020 года в матче против клуба «Самгурали», где футболист также забил свой дебютный за клуб гол. По окончании срока арендного соглашения футболист покинул клуб.

### «Шевардени-1906»
В феврале 2021 года свободным агентом перешёл в клуб «Шевардени-1906». Дебютировал за клуб 1 марта 2021 года в матче против зугдидинского «Динамо». Дебютный гол забил 6 апреля 2021 года в матче против «Чихуры». С середины апреля 2021 года отметился голевой серией, забив 5 мячей в 4 матчах. В матче 25 апреля 2021 года отметился дублем против «Рустави». Еще за клуб отличился 2 дублями. Провёл за сезон 29 матчей во всех турнирах, в которых отличился 13 голами и 4 результативными передачами. Стал лучшим бомбардиром в клубе и пятым в чемпионате.

### «Энергетик-БГУ»
В феврале 2022 года проходил просмотр в гродненском «Немане». В июле 2022 года стал игроком другого белорусского клуба «Энергетика-БГУ». Дебютировал за клуб 3 июля 2022 года в матче против борисовского БАТЭ, выйдя на замену на 59 минуте матча. В основной команде футболист закрепиться не смог и выступал за дублирующий состав клуба. По итогу сезона стал серебряным призёром Высшей Лиги. По окончании срока действия контракта футболист покинул клуб.

### «Сабуртало»
В феврале 2023 года футболист находился на просмотре в латвийском клубе «Тукумс 2000». Вскоре футболист присоединился к клубу, подписав полноценный контракт. Покинул клуб ещё до начала сезона. В начале июля 2023 года футболист вернулся в грузинский клуб «Сабуртало». Первый матч сыграл 2 сентября 2023 года против клуба «Гагра», выйдя на замену на 65 минуте и отличившись первой результативной передачей.

### «Дольни-Кубин»
В феврале 2024 года футболист на правах свободного агента перешёл в словацкий клуб «Дольни-Кубин».

## Международная карьера
В 2014 году вызывался в юношескую сборную Грузии до 17 лет для участия в квалификационных матчах на юношеский чемпионат Европы до 17 лет.
В 2015 году был вызван в юношескую сборную Грузии до 19 лет для участия в товарищеских матчах. Позже принимал участие в квалификационных матчах на юношеский чемпионат Европы до 19 лет.
В 2017 году был вызван в молодёжную сборную Грузии, за которую принял участие в 2 товарищеских матчах.

## Достижения
«Сабуртало»
- Победитель Первой лиги: 2014/15
- Чемпион Грузии: 2018